# De Krabbige Kostschool
De Krabbige Kostschool (oorspronkelijke titel: The Austere Academy) is het vijfde deel in de Ellendige avonturen-serie en is net als de andere delen geschreven door Lemony Snicket.

## Verhaal
In dit vijfde deel komen de Baudelairewezen Violet, Claus en Roosje terecht op de Prutjurk School. De school heeft grafzerkvormige gebouwen en haar motto luidt: Memento Mori (gedenk te sterven). Ook maken ze al snel kennis met pestkop Carmelita Pets, die hen uitscheldt voor "cakesnuivers".
Aangekomen bij Onderdirecteur Nero, die de drie kinderen de absurde regels uitlegt. Zo krijg je geen bestek bij je eten als je het administratiegebouw binnenloopt. Ook vertelt hij hen over de fijne faciliteiten in het woongebouw, maar omdat de Baudelaires geen toestemming van een ouder of voogd hebben, moeten ze in een golfplaten schuurtje slapen – “het wezenkot” - waar het wemelt van krabben en waar vochtige schimmel aan het plafond zit. Ze moeten slapen op hooibalen. Claus en Violet krijgen een opleiding, maar Roosje wordt Nero's secretaresse.
Tijdens de lunch, die opgediend wordt door mensen met metalen maskers voor, ontmoeten ze de Quadras-drieling Duncan en Isadora. Net als de Baudelaires zijn ook hun ouders omgekomen bij een brand, waarbij ook hun broer Quibus het leven liet. Ook de ouders van de Quadrassen lieten hun kinderen een fortuin na, bestaande uit saffieren. Duncan wil graag journalist worden, Isadora heeft graag een toekomst als dichteres.
Als ze kennismaken met de nieuwe gymleraar, Coach Genghis, hebben de Baudelaires meteen door dat hij graaf Olaf in vermomming is. De volgende dag brengt Carmelita Pets hen tijdens de lunch de boodschap dat ze 's avonds naar Coach Genghis moeten gaan. Eerst moeten de Baudelairewezen van hem een cirkel maken met lichtgevende verf, waarna hij ze tot zonsopgang rondjes laat rennen (Oefeningen voor Wezen of O.W.). Dit gaat dagenlang door, zodat de kinderen uitgeput raken en een 0 halen bij hun toets of (in Roosjes geval) geen enkel nietje meer kunnen vinden.
Nero geeft ze nog een kans, halen Claus en Violet voor de volgende test geen 10 en doet Roosje haar werk niet goed, dan zullen ze alle drie aan Olaf worden toevertrouwd. De Quadrassen helpen hen door zich voor te doen als de drie kinderen tijdens de nachtelijke hardlooprondjes. De Quadrassen zijn echter maar met z’n tweeën en dus moet een zak meel Roosje voorstellen. Ondertussen kunnen de Baudelaires aan de slag gaan met de nietjes en het leren voor hun examen, dat de volgende ochtend plaatsvindt in het wezenkot.
Alles loopt perfect tijdens het examen (Claus en Violet beantwoorden alle vragen goed), en ook de nietjes doen hun werk goed. Dan komt Coach Genghis binnen. Hij zegt dat hij de Quadrassen heeft ontmaskerd toen hij de zak meel, die Roosje voor moest stellen, probeerde te schoppen. De kinderen beschuldigen Genghis ervan Olaf te zijn en dan stapt ook meneer Poe binnen. Hij wil dat Genghis zijn sportschoenen uittrekt, maar die zegt dat hij ze hard nodig heeft om mee weg te rennen, en voegt vervolgens daad bij het woord.
De Baudelaires, die een goede conditie hebben van het lopen, gaan Olaf achterna en halen hem in. Ze zien dat Olaf en zijn twee handlangers de Quadrassen hebben ontvoerd. Violet pakt graaf Olafs tulband, maar die rolt los. Roosje pakt zijn schoenen, maar daar stapt de slechterik uit. Zo worden zijn ene wenkbrauw en tatoeage zichtbaar. Claus rent naar de auto en wil de Quadrassen bevrijden, maar slaagt daar niet in. Duncan roept hem na: “Kijk in de notitieboekjes! V.B.A.!” Maar Olaf grist de boekjes van de grond en rijdt weg in de lange zwarte auto, de Baudelaires gefrustreerd en huilend achterlatend.

## Popcultuur-referenties
- De namen Isadora en Duncan zijn afgeleid van Isadora Duncan, een bekend danser.
- Alle leraren, meneer Remora en mevrouw Baars – en ook de voormalige gymjuffrouw mevrouw Zeelt - zijn vernoemd naar vissen.